# Finale Europacup I 1976
De finale van de Europacup I van het seizoen 1975/76 werd gehouden op 12 mei 1976 in Hampden Park in Glasgow. Bayern München stond voor de derde keer op rij in de finale. De West-Duitsers namen het op tegen het Franse Saint-Étienne. Bayern won dankzij een goal van Franz "Bulle" Roth, die ook in de vorige finale trefzeker was.
De Duitse club won voor de derde keer op rij de Europacup I en trad zo in de voetsporen van Real Madrid en Ajax.

## Wedstrijd
|             |                |       |               |                                                                                       |
| 12 mei 1976 | Bayern München | 1 – 0 | Saint-Étienne | Hampden Park, Glasgow Toeschouwers: 54.864 Scheidsrechter: Károly Palotai (Hongarije) |
| 12 mei 1976 | Roth 57'       |       |               | Hampden Park, Glasgow Toeschouwers: 54.864 Scheidsrechter: Károly Palotai (Hongarije) |

| Bayern | Saint-Étienne |

| Bayern München: |    |                          |
|                 |    |                          |
| GK              | 1  | Sepp Maier               |
| RB              | 2  | Johnny Hansen            |
| CB              | 4  | Hans-Georg Schwarzenbeck |
| CB              | 5  | Franz Beckenbauer        |
| LB              | 3  | Udo Horsmann             |
| RM              | 11 | Hans-Josef Kapellmann    |
| CM              | 6  | Franz Roth               |
| LM              | 8  | Bernd Dürnberger         |
| AM              | 10 | Uli Hoeneß               |
| CF              | 7  | Karl-Heinz Rummenigge    |
| CF              | 9  | Gerd Müller              |
| Coach:          |    |                          |
| Dettmar Cramer  |    |                          |

| Saint-Étienne: |    |                      |     |
|                |    |                      |     |
| GK             | 1  | Ivan Ćurković        |     |
| RB             | 2  | Gérard Janvion       |     |
| CB             | 4  | Osvaldo Piazza       |     |
| CB             | 5  | Christian Lopez      |     |
| LB             | 3  | Pierre Repellini     |     |
| DM             | 6  | Dominique Bathenay   |     |
| CM             | 10 | Jacques Santini      |     |
| CM             | 8  | Jean-Michel Larqué   |     |
| RW             | 7  | Patrick Revelli      |     |
| CF             | 9  | Hervé Revelli        |     |
| FW             | 11 | Christian Sarramagna | 83' |
| Wisselspelers: |    |                      |     |
| FW             | 12 | Dominique Rocheteau  | 83' |
| GK             | 13 | Jean Castaneda       |     |
| Coach:         |    |                      |     |
| Robert Herbin  |    |                      |     |